# Klanec pri Gabrovki
Klanec pri Gabrovki je naselje v Občini Litija.